# Карен Шахназаров
Карен Георгијевич Шахназаров (рус. Карен Георгиевич Шахназаров; Краснодар, 8. јул 1952) руски је редитељ, продуцент и сценариста. Постао је генерални директор студија Мосфилм 1998. године.

## Биографија
Рођен је 8. јула 1952. године у Краснодару. Његов отац Георгиј Шахназаров (1924—2001), активиста Перестројке, јесте јерменског порекла, а мајка Ана Григоријевна (р. 1928) Рускиња. Потиче из аристократске јерменске породице принчева Мелик-Шахназарјана, која је владала јерменском покрајином Варанда у Нагорно-Карабаху у средњем веку.
Студирао у московској школи № 4. Године 1975. дипломирао је режију на факултету ВГИК-а, где је студирао у студију Игора Таланкина. Шахназаров је радио за истог редитеља као асистент на снимању филма „Бирање циља”. Теза је била кратки филм „Шири корак, маестро!” (1975), према истоименој причи Василија Шукшина.
Филм „Ми смо из џеза”, објављен 1983. године, донео је Шахназарову широку славу као режисера и сценаристе. Проглашен за најбољи филм године од стране часописа Совјетски екран, филм је такође освојио неколико међународних награда. Био је члан КПСС од 1985. године. Филмови снимљени на почетку Перестројке — „Зимско вече у Гагри” (1985) и „Курир” (1986) имали су запажен успех код публике.
Од 20. априла 1998. године, постао је генерални директор и председник Управног одбора Мосфилма.
Женио се три пута. Први брак склопљен у младости је трајао само шест месеци. Друга супруга је била Елена Сетунскаја (рођена 1961; сада Алена Зандер), новинарка и ликовна критичарка. Напустила га је у мају 1989. и отишла у САД са њиховом ћерком Аном (р. 1985). Касније се Шахназаров од ње развео судским путем и добио право да одгаја ћерку, али ју је видео тек двадесет година касније.
Трећа супруга — Дарија Мајорова (рођена 1972), глумица и ТВ водитељка. Упознали су се 1990. године, а развели се 2001. године. Има још два сина: Ивана Кареновича Шахназарова (рођен 1993; филмски редитељ, сценариста, глумац) и Василија Кареновича Шахназарова (рођен 1996).